# Appetite for Destruction
Appetite for Destruction je debitantski album hard rock sastava Guns N' Roses. Započinjući hitom "Welcome to the Jungle", Appetite for Destruction je spojio elemente metala, punk rocka, bluesa i klasičnih, antemičnih refrena. Album je bio broj 1 u Americi i svjetska prodaja prelazi 25 milijuna. To je dijamantni album po RIAA certifikatu.
Dok su za pisanje pjesama zaslužni svi članovi sastava, mnoge pjesme su solo pjesme koje je individualni član sastava napisao u razdoblju prije Gn'R-a. Među tim pjesmama su "It's So Easy" i "Nightrain" (McKagan), "Mr. Brownstone", "Anything Goes" i "Think About You" (Stradlin). "Rocket Queen" i "Paradise City" su bile nedovršene Rose/McKagan i Rose/Stradlin demosnimke koje je sastav izradio u ranim danima.
Druge pjesme na albumu prikazuju reakciju sastava na rock 'n' roll pozdemlje L.A.-a, kao "Welcome to the Jungle" (ironično, Axl Rose je napisao riječi dok je bio u Seattleu) i "Out Ta Get Me", kao i reakcije na njihove družice, iskazane u pjesmama "Sweet Child O' Mine", "My Michelle" i "You're Crazy."
Album je među najprodavanijima u povijesti; najmanje 15 milijuna kopija je prodano samo u Sjedinjenim Državama. Međutim, godinu nakon izlaska albuma 1987. album se prodao u samo 500.000 kopija. MTV je odbio puštati Guns N' Roses video spotove zbog originalnog omota albuma. Baziran na slici Roberta Williamsa Appetite for Destruction, prikazivao je robota silovatelja kako se sprema silovati djevojku. Sastav je napravio kompromis i stavio originalni omot unutar kutije, zamjenjujući ga slikom križa s lubanjama petorice članova sastava (Rose ima ovaj dizajn istetoviran na desnoj ruci, nešto poput albuma Grateful Deada). Ovaj kompromis nije bio dovoljno dobar za MTV i mreža je nastavila cenzuru. Napokon, David Geffen, tadašnji predsjednik Geffen Recordsa je nazvao MTV i molio da puste video spot Welcome to the Jungle. MTV je prihvatio emitiranje u 2 sata ujutro, a pjesma je postala najtraženija pjesma na MTV-u u 24 sata.
Godine 2001. Q magazine je nazvao Appetite for Destruction jednim od najtežih 50 albuma. VH1 je 2003. nazvao Appetite for Destruction 42. najboljim albumom svih vremena. Rolling Stone ga je stavio na broj 61 liste 500 najboljih albuma svih vremena.

## Popis pjesama
1. "Welcome to the Jungle" (glazba: Slash, Rose / tekst: Rose) – 4:32
2. "It's So Easy" (glazba: McKagan, Arkeen / tekst: McKagan, Arkeen ) – 3:21
3. "Nightrain" (glazba: Stradlin, McKagan, Rose, Slash, Adler / tekst: McKagan, Rose) – 4:26
4. "Out Ta Get Me" (glazba: Slash, Rose, Stradlin / tekst: Rose, Stradlin) – 4:20
5. "Mr. Brownstone" (glazba: Stradlin, Slash, Adler / tekst: Stradlin) – 3:46
6. "Paradise City" (glazba: McKagan, Slash, Rose, Stradlin / tekst: Rose, McKagan) – 6:45
7. "My Michelle" (glazba: Rose, Stradlin / tekst: Rose) – 3:38
8. "Think About You" (glazba: Stradlin / tekst: Stradlin) – 3:49
9. "Sweet Child O' Mine" (glazba: Rose, Slash, Stradlin, Adler / tekst: Rose) – 5:54
10. "You're Crazy" (glazba: Slash, Stradlin, Rose / tekst: Rose, Stradlin) – 3:16
11. "Anything Goes" (glazba: Stradlin, Rose, Weber / tekst: Stradlin, Rose) – 3:25
12. "Rocket Queen" (glazba: Rose, Slash, Stradlin, Adler / tekst: Rose, Stradlin) – 6:14

## Osoblje
| Guns N' Roses - Steven Adler - bubnjevi - Duff "Rose" McKagan - bas-gitara, prateći vokali - Axl Rose - vokali, sintisajzer, udaraljke - Slash - akustična gitara, gitara - Izzy Stradlin - gitara, udaraljke, prateći vokal | Ostalo osoblje - Mike Clink - producent - Michael Barbiero - miksanje - Steve Thompson - miksanje - George Marino - mastering - Victor Deyglio - pomoćni inženjer - Dave Reitzas - pomoćni inženjer - Micajah Ryan - pomoćni inženjer - Julian Stoll - pomoćni inženjer - Andy Udoff - pomoćni inženjer - Jeff Poe - pomoćni inženjer - Robert Williams - slika - Michael Hodgson - dizajn - Robert John - fotografija - Jack Lue - fotografija - Greg Freeman |

## Pozicije na ljestvicama
| Godina | Pjesma                | Ljestvica              | Najviša pozicija |
| ------ | --------------------- | ---------------------- | ---------------- |
| 1988.  | Sweet Child O' Mine   | The Billboard Hot 100  | 1.               |
| 1988.  | Welcome to the Jungle | The Billboard Hot 100  | 7.               |
| 1988.  | Sweet Child O' Mine   | Mainstream Rock Tracks | 7.               |
| 1988.  | Welcome to the Jungle | Mainstream Rock Tracks | 37.              |
| 1988.  | Nightrain             | The Billboard Hot 100  | 93.              |
| 1989.  | Paradise City         | The Billboard Hot 100  | 5.               |
| 1989.  | Nightrain             | Mainstream Rock Tracks | 26.              |
| 1989.  | Paradise City         | Mainstream Rock Tracks | 14.              |